# Charles R. Clason

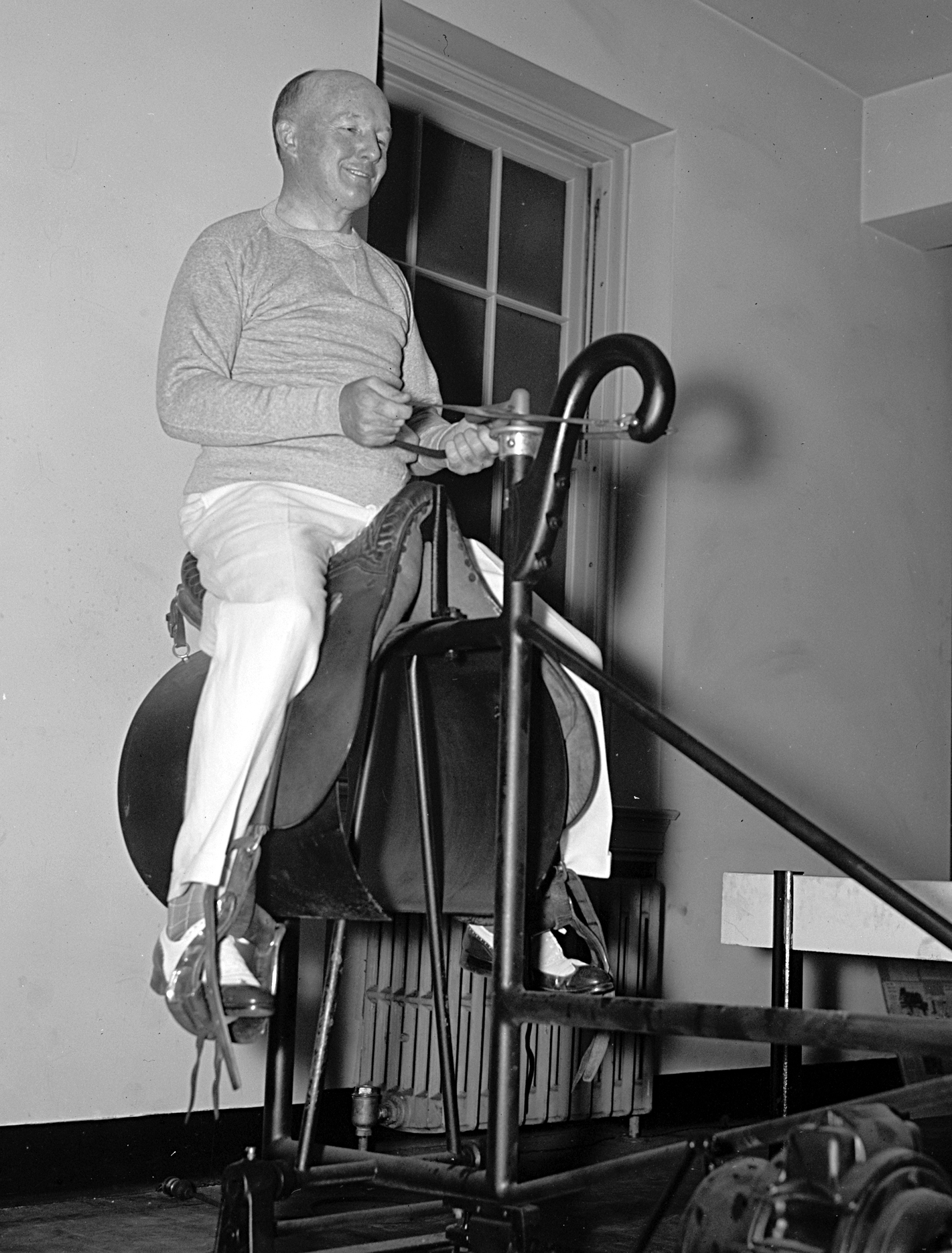
Charles R. Clason bei einer Übungseinheit in der Sporthalle des Kongresses

Charles Russell Clason (* 3. September 1890 in Gardiner, Maine; † 7. Juli 1985 in Springfield, Massachusetts) war ein US-amerikanischer Politiker. Zwischen 1937 und 1949 vertrat er den Bundesstaat Massachusetts im US-Repräsentantenhaus.

## Werdegang
Charles Clason besuchte die öffentlichen Schulen seiner Heimat sowie das Bates College in Lewiston. Nach einem anschließenden Jurastudium an der Georgetown University in Washington, D.C. und seiner 1917 erfolgten Zulassung als Rechtsanwalt begann er in Boston in diesem Beruf zu arbeiten. Zwischenzeitlich studierte er noch an der University of Oxford in England. In den Jahren 1913 und 1914 arbeitete er für die Interstate Commerce Commission und die Bildungsbehörde im Innenministerium. Nach dem Ausbruch des Ersten Weltkrieges in Europa im Jahr 1914 war Clason bis 1915 Mitglied einer Kommission zur Hilfe des von den Deutschen besetzten Belgien. Nach dem amerikanischen Kriegseintritt war er Stabsfeldwebel der Küstenwache. Neben seinen anderen Tätigkeiten lehrte Clason zwischen 1920 und 1937 an der Northeastern University in Springfield Jura. Von 1922 bis 1930 war er Staatsanwalt im westlichen Teil des Staates Massachusetts. Bis 1926 fungierte er dort als stellvertretender und danach als eigentlicher Bezirksstaatsanwalt. Gleichzeitig schlug er als Mitglied der Republikanischen Partei eine politische Laufbahn ein.
Bei den Kongresswahlen des Jahres 1936 wurde Clason im zweiten Wahlbezirk von Massachusetts in das US-Repräsentantenhaus in Washington gewählt, wo er am 3. Januar 1937 die Nachfolge von William J. Granfield antrat. Nach fünf Wiederwahlen konnte er bis zum 3. Januar 1949 sechs Legislaturperioden im Kongress absolvieren. Bis 1941 wurden dort noch weitere New-Deal-Gesetze der Bundesregierung unter Präsident Franklin D. Roosevelt verabschiedet. Seit 1941 war auch die Arbeit des Kongresses von den Ereignissen des Zweiten Weltkrieges und dessen Folgen geprägt.
1948 wurde Clason nicht wiedergewählt. Nach dem Ende seiner Zeit im US-Repräsentantenhaus praktizierte er wieder als Anwalt. In den Jahren 1952, 1956 und 1960 war er Delegierter zu den jeweiligen Republican National Conventions, auf denen Dwight D. Eisenhower und später Richard Nixon als Präsidentschaftskandidaten nominiert wurden. Von 1952 bis 1970 war er Dekan an der School of Law des Western New England College. Charles Clason starb am 7. Juli 1985 in Springfield.